# Nicholas Lea

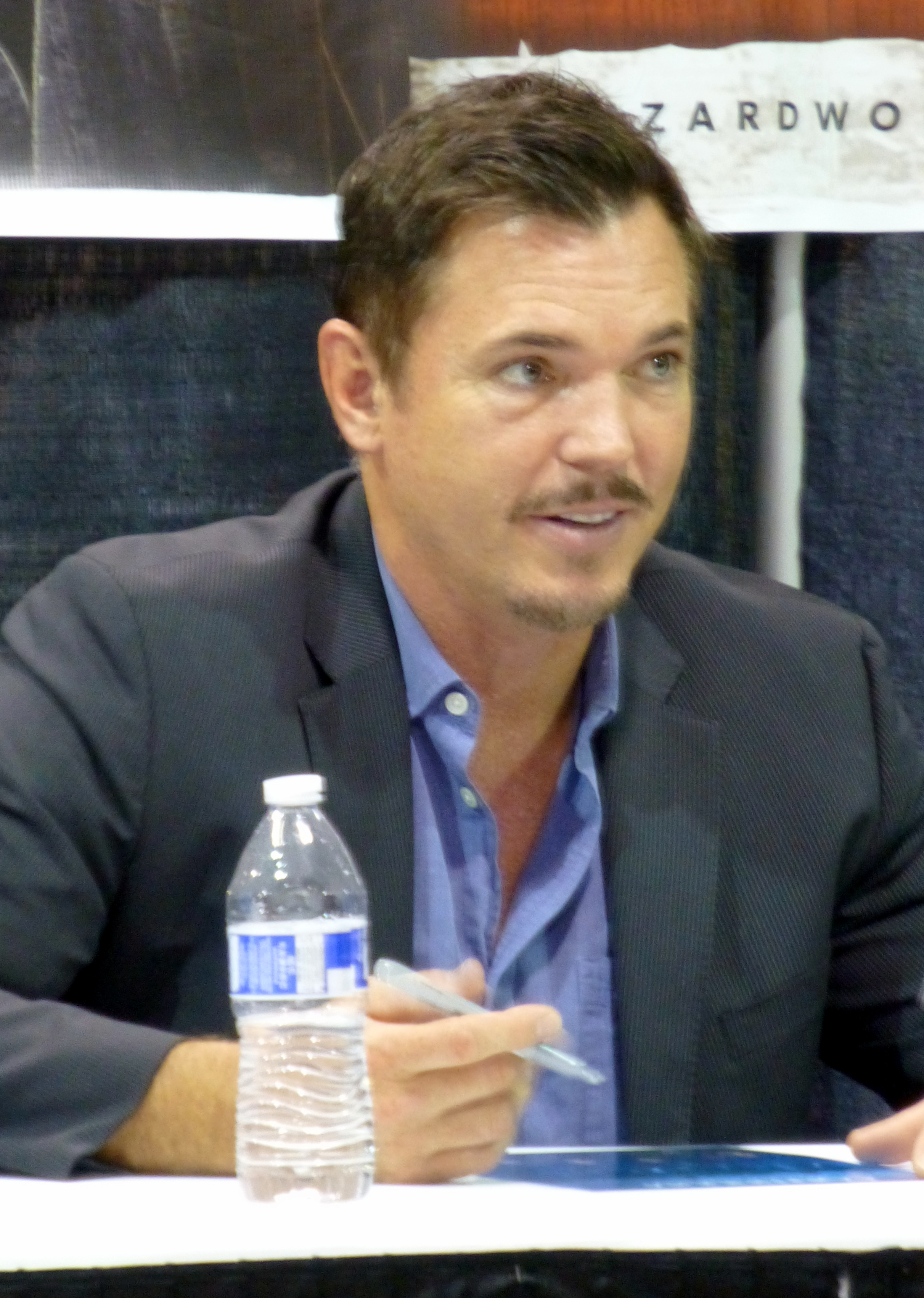
Nicholas Lea

Nicholas Lea (* 22. Juni 1962 in New Westminster, British Columbia als Nicholas Christopher Schroeder) ist ein kanadischer Schauspieler, der dem deutschsprachigen Publikum durch die Fernsehserie Akte X bekannt wurde, in der er die Rolle des „Alex Krycek“ spielte.

## Leben
Lea gab sein Leinwanddebüt bereits 1989 in kleinen Filmproduktionen, doch seine erste Hauptrolle bekam er erst 1991 als „Officer Enrico Caruso“ in der kanadischen Fernsehserie Der Polizeichef. Später wirkte er noch in mehreren Episoden der bekannten Fernsehserie Akte X mit, die für Nicholas Lea so etwas wie der Durchbruch in seiner Karriere als Darsteller bedeutete. In den folgenden Jahren spielte er auch in mehreren Folgen von CSI: Den Tätern auf der Spur. Dort übernahm er die Rolle eines Nachtclubbesitzers, mit dem Catherine Willows, gespielt von Marg Helgenberger, kurzzeitig liiert war.

## Filmografie (Auswahl)
- 1991–1994: Der Polizeichef (The Commish, Fernsehserie, 33 Folgen)
- 1994–2002: Akte X – Die unheimlichen Fälle des FBI (The X-Files, Fernsehserie, 24 Folgen)
- 1995–1996: Sliders – Das Tor in eine fremde Dimension (Sliders, Fernsehserie, 2 Folgen)
- 1996–1998: John Woo’s Die Unfassbaren (Once a Thief, Fernsehserie, 23 Folgen)
- 1998–1999: Outer Limits – Die unbekannte Dimension (The Outer Limits, Fernsehserie, 2 Folgen)
- 2000: Vertical Limit
- 2001: Ignition – Tödliche Zündung (Ignition)
- 2003: Moving Malcolm
- 2003: Insects – Die Brut aus dem All (Threshold, Fernsehfilm)
- 2003–2004: Andromeda (Fernsehserie, 4 Folgen)
- 2004: CSI: Vegas (CSI: Crime Scene Investigation, Fernsehserie, 4 Folgen)
- 2005: Traue keinem Fremden (Deadly Isolation)
- 2005: Category 7 – Das Ende der Welt (Category 7: The End of the World)
- 2005: Chaos
- 2006: Die Geheimnisse von Whistler (Whistler, Fernsehserie, 13 Folgen)
- 2006–2009: Kyle XY (Fernsehserie, 26 Folgen)
- 2007: Spiel mit der Angst (Butterfly on a Wheel)
- 2007–2008: Men in Trees (Fernsehserie, 10 Folgen)
- 2008: Vice
- 2010–2011: V – Die Besucher (V, Fernsehserie, 5 Folgen)
- 2012: Once Upon a Time – Es war einmal … (Once Upon a Time, Fernsehserie, Folge 1x09)
- 2012: Supernatural (Fernsehserie, Folge 7x12)
- 2012: Das Philadelphia Experiment – Reactivated (The Philadelphia Experiment, Fernsehfilm)
- 2012–2013: Continuum (Fernsehserie, 8 Folgen)
- 2013: The Killing (Fernsehserie, 5 Folgen)
- 2016: Navy CIS: New Orleans (Fernsehserie) S2E21
- 2017: Wenn du stirbst, zieht dein ganzes Leben an dir vorbei, sagen sie (Before I Fall)
- 2018: Appgefahren - Alles ist möglich (Status Update)
- 2018: The Lie
- 2020–2021: The Stand – Das letzte Gefecht (Miniserie)

## Trivia
- Nicholas Lea hatte, bevor er die Rolle des Alex Krycek bei Akte X spielte, in der Episode Verlockungen (Gender Bender) einen kurzen Gastauftritt als ein gewisser Michel, der Opfer eines Mordes werden sollte.